# Campionati europei di atletica leggera 2018 - Staffetta 4×100 metri femminile
La staffetta 4×100 metri femminile ai campionati europei di atletica leggera 2018 si è svolta il 12 agosto 2018. Le batterie sono iniziate alle 19:30, mentre la finale alle 21:20.

## Podio
| Oro     | Gran Bretagna Asha Philip, Imani Lansiquot, Bianca Williams, Dina Asher-Smith, Daryll Neita* |
| Argento | Paesi Bassi Dafne Schippers, Marije van Hunenstijn, Jamile Samuel, Naomi Sedney              |
| Bronzo  | Germania Lisa Marie Kwayie, Gina Lückenkemper, Tatjana Pinto, Rebekka Haase                  |

### Record
Prima di questa competizione, il record del mondo (RM) e il record dei campionati (RC) erano i seguenti.
| Record                | Prestazione | Atleta                                                                     | Data                               | Competizione   |
| --------------------- | ----------- | -------------------------------------------------------------------------- | ---------------------------------- | -------------- |
| Record mondiale       | 40"82       | Stati Uniti Tianna Madison, Allyson Felix, Bianca Knight, Carmelita Jeter  | 10 agosto 2012 Londra, Regno Unito | Olimpiade 2012 |
| Record europeo        | 41"37       | Germania Est Silke Gladisch, Sabine Rieger, Ingrid Auerswald, Marlies Göhr | 12 agosto 1985 Canberra, Australia | Mondiale 1985  |
| Record dei campionati | 41"68       | Germania Est Silke Möller, Katrin Krabbe, Kerstin Behrendt, Sabine Günther | 1º settembre 1990 Spalato, Croazia | Europei 1990   |

## Risultati

### Batterie
| Pos. | Batteria | Corsia | Nazione       | Atlete                                                                                         | Tempo | Note                                     |
| ---- | -------- | ------ | ------------- | ---------------------------------------------------------------------------------------------- | ----- | ---------------------------------------- |
| 1    | 1        | 2      | Gran Bretagna | Asha Philip, Imani Lansiquot, Bianca Williams, Daryll Neita                                    | 42"19 | Q                                        |
| 2    | 2        | 6      | Germania      | Lisa Marie Kwayie, Gina Lückenkemper, Tatjana Pinto, Rebekka Haase                             | 42"34 | Q                                        |
| 3    | 2        | 8      | Svizzera      | Ajla Del Ponte, Sarah Atcho, Mujinga Kambundji, Salomé Kora                                    | 42"62 | Q                                        |
| 4    | 1        | 3      | Paesi Bassi   | Dafne Schippers, Marije van Hunenstijn, Jamile Samuel, Naomi Sedney                            | 42"62 | Q                                        |
| 5    | 1        | 8      | Francia       | Orlann Ombissa-Dzangue, Stella Akakpo, Jennifer Galais, Carolle Zahi                           | 43"06 | Q                                        |
| 6    | 1        | 4      | Polonia       | Kamila Ciba, Anna Kiełbasińska, Martyna Kotwiła, Ewa Swoboda                                   | 43"20 | q                                        |
| 7    | 1        | 7      | Spagna        | María Isabel Pérez, Estela García, Paula Sevilla, Cristina Lara                                | 43"38 | q                                        |
| 8    | 2        | 2      | Italia        | Johanelis Herrera Abreu, Gloria Hooper, Irene Siragusa, Audrey Alloh                           | 43"74 | Q                                        |
| 9    | 2        | 3      | Irlanda       | Joan Healy, Phil Healy, Ciara Neville, Gina Akpe-Moses                                         | 43"80 | Record nazionale                         |
| 10   | 2        | 1      | Ucraina       | Hanna Plotitsyna, Alina Kalistratova, Yana Kachur, Anastasiya Holeneva                         | 43"90 | Miglior prestazione personale stagionale |
| 11   | 2        | 7      | Danimarca     | Louise Østergård, Ida Kathrine Karstoft, Mette Graversgaard, Mathilde Kramer                   | 44"09 | Record nazionale                         |
| 12   | 2        | 5      | Rep. Ceca     | Lucie Domská, Marcela Pírková, Jana Slaninová, Klára Seidlová                                  | 44"12 | Miglior prestazione personale stagionale |
| 13   | 1        | 5      | Ungheria      | Anasztázia Nguyen, Éva Kaptur, Gréta Kerekes, Luca Kozák                                       | 44"15 |                                          |
| 14   | 1        | 6      | Grecia        | Grigoría-Emmanouéla Keramidá, Elisavet Pesiridou, Rafailía Spanoudaki-Hatziriga, Korina Politi | 44"48 | Miglior prestazione personale stagionale |
| 15   | 2        | 4      | Svezia        | Claudia Payton, Hanna Adriansson-Norberg, Malin Ström, Elin Ostlund                            | 44"51 | Miglior prestazione personale stagionale |

### Finale
| Pos. | Corsia | Nazione       | Atlete                                                               | Tempo | Note                                     |
| ---- | ------ | ------------- | -------------------------------------------------------------------- | ----- | ---------------------------------------- |
|      | 3      | Gran Bretagna | Asha Philip, Imani Lansiquot, Bianca Williams, Dina Asher-Smith      | 41"88 | Miglior prestazione mondiale stagionale  |
|      | 4      | Paesi Bassi   | Dafne Schippers, Marije van Hunenstijn, Jamile Samuel, Naomi Sedney  | 42"15 | Miglior prestazione personale stagionale |
|      | 6      | Germania      | Lisa Marie Kwayie, Gina Lückenkemper, Tatjana Pinto, Rebekka Haase   | 42"23 | Miglior prestazione personale stagionale |
| 4    | 5      | Svizzera      | Ajla Del Ponte, Sarah Atcho, Mujinga Kambundji, Salomé Kora          | 42"30 |                                          |
| 5    | 8      | Francia       | Orlann Ombissa-Dzangue, Stella Akakpo, Jennifer Galais, Carolle Zahi | 43"10 |                                          |
| 6    | 1      | Polonia       | Kamila Ciba, Anna Kiełbasińska, Martyna Kotwiła, Ewa Swoboda         | 43"34 |                                          |
| 7    | 7      | Italia        | Johanelis Herrera Abreu, Gloria Hooper, Irene Siragusa, Audrey Alloh | 43"42 | Miglior prestazione personale stagionale |
| 8    | 2      | Spagna        | María Isabel Pérez, Estela García, Paula Sevilla, Cristina Lara      | 43"54 |                                          |